# Downtown
För andra betydelser, se Downtown (olika betydelser).
Downtown är ett nordamerikanskt uttryck för stadskärnan i en större stad, som ofta är det centrala affärsdistriktet. Uttrycket användes först i New York där downtown först användes för att definiera den ursprungliga staden på ön Manhattans sydspets. Efter att New York växte ut till en storstad så var den enda riktningen på ön den kunde växa var norrut.
Följaktligen så kallades allt som låg norr om den ursprungliga stan för "uptown" medan den ursprungliga staden (som också var New Yorks enda stora affärscentrum på den tiden) blev känt som "downtown". Uttrycket antogs senare av andra städer i USA och Kanada för att utmärka den ursprungliga kärnan av en stad (som oftast var det centrala affärsdistriktet).